# Khallata Naga
Khallata Naga est un roi du royaume d'Anuradhapura, dans l'actuel Sri Lanka.

### Source historique
- Mahavamsa, récits en pali de l'histoire du Sri Lanka entre 543 av. J.-C. à 302.